# Pedroso (La Rioja)
Pedroso település Spanyolországban, La Rioja autonóm közösségben.  Lakosainak száma 90 fő (2024).

## Népesség
A település népessége az elmúlt években az alábbi módon változott:
| Lakosok száma | 103  | 97   | 109  | 99   | 82   | 77   | 77   | 74   | 89   | 90   |
|               | 2001 | 2004 | 2007 | 2009 | 2012 | 2014 | 2017 | 2019 | 2022 | 2024 |